# Повстання джелялі
Джелялі (тур. celâlî) - учасники повстань в імперії (головним чином в Анатолії) Османів в 16—17 ст. Названі по імені керівника повстання 1519 р. в Токаті — Джелялі (Celâlî). Основну масу джелялі складали селяни, що виступали проти феодальної експлуатації. Брали участь в русі дрібні феодали, а також воїни феодальних ополчень; вони бунтували проти султанських властей, боролися за збереження втрачених володінь і грошового вмісту. Одним з найбільших повстань джелялі було повстання 1595—1609.

## Основні відомості
На рубежі XVI–XVII ст. Османська імперія, ця велика військова держава середньовіччя, володіння якої включали величезні території Північної Африки, весь Близький Схід, Балкани і Південно-Східну Європу, переживала глибоку кризу. Він був викликаний тим, що османи, об'єднавши в одну державу дуже різнорідні області, не провели там якихось значних соціальних перетворень, так як це не відповідало інтересам правлячих кіл, що склалися в період становлення імперії. Державний апарат, спробами посилення самодержавства, все більше відривався від суспільства і ставав перешкодою для його подальшого розвитку. На початку XVII ст. небувалий розмах набули масові повстання в Анатолії (Мала Азія), тієї частини імперії, де проживало турецьке населення. Саме воно, ядро імперії, першим відчуло свою відірваність від імперської державної структури.
Анатолійські повстання першої половини XVII ст. увійшли в історію як повстання Джеляль. Ця назва походить від імені шейха Джеляль, який керував одним з виступів анатолійців проти центральної імперської влади ще на початку XVI ст. До XVII ст. подібні повстання стали більш численними і неоднорідними за складом учасників і вимогами. Вони були багато в чому спровоковані розкладанням так званої тімарної системи. Тімар — це султанське земельне дарування воїну-кавалеристу «сипаху». Сипах- тімаріот, який отримував тімар, збирав з населення подарованої йому території податки, призначені для забезпечення його життя і військової екіпіровки. Ці земельні «годування» були дуже схожі на володіння європейських і російських дворян, але османський тімаріоти не були господарями отриманої їм землі, вона залишалася власністю держави. Він збирав лише ті податки, які передані були йому султанским приписом. Інші податки з тих же селян і територій збирали чиновники державного фінансового відомства. Частку своїх доходів тімаріот довільно збільшити не міг, так як при цьому він порушив би інтереси інших збирачів. За дотриманням встановленого законом розподілу доходів суворо стежили кадії (мусульманські судді).

## Початок повстання 1595—1609 рр
За деякими відомостями, Кара Язиджі виступив ще в 1596 р., але лише на початку 1599 року він привернув увагу центральної влади, коли вже опинився на чолі великого повстання. Навколо Кара Язиджі зібралося 20-30 тис. чоловік. Це були переважно розорені селяни — чіфтбозани і левенди. Хаджі Халіф називає їх «голодранцями», які, придбавши «кінь і штани», а також зброю, «окремими загонами, піші та кінні, розсипалися по Анатолії, почали грабунки і руйнування». Серед повстанців були курдські і турецькі кочівники (туркмени), дезертири з поля бою — дрібні і середні феодали. Приєднався до повстання і санджакбей Амасії Хюсейн-паша. Опинившись жертвою інтриг, він був заточений в Амасійський фортеця, але втік в червні 1599 р., зібрав навколо себе близько 8 тис. вершників і стрільців-повстав проти султана. У бою з урядовими військами він завдав їм поразки, а потім, дізнавшись, що проти нього висунуті яничари, приєднався до Кара Язиджі. Були серед тих, хто підтримали повстання три брата кримського хана, з яким вони посварилися.
Місцем повстання Кара Язиджі був район Урфи, в південно-східній Анатолії. Корінні причини повстання вже були пояснені вище при розгляді положення селян. Деякі сучасні турецькі історики, визнаючи економічні і соціальні причини повстання, наведені вище, висловлюють також думку, що це було повстання турок проти нетурок, які, опинившись в яничарському корпусі або серед слуг палацу були отуреченні, зуміли захопити найбільші державні пости в центрі і особливо в провінції і використовували свою владу для жорстокого придушення справді турецького населення в Анатолії. Саме цю причину вони висувають на перший план. Однак таке антинаукове тлумачення історичний подій в корені суперечить дійсності. Султани, необмежені володарі і деспоти, належали до споконвічних турків, але ж саме вони очолювали всю систему гноблення мас. У загальній масі представників влади колишні нетурки становили незначну меншість; до того ж в Османській Імперії розглядається відмінність в положенні людей в залежності не від їх приналежності до тієї чи іншої народності, а тим, чи були вони мусульманами чи ні. Далі, загальновідомо, що немусульмани, це саме ті народності, головним чином балканські, окремі представники яких досягли високих посад після того, як вони прийняли іслам і зрадили свої народи, пригноблювалися цими представниками набагато сильніше, ніж турки. Важкий гніт, якому піддавали селян турецькі феодали з султаном на чолі, і боротьба проти нього пояснюється виключно класовими, а не расовими мотивами.
Повстання з Кара Язиджі на чолі стало поширюватися і охоплювало все нові і нові області. Певною мірою цьому сприяло те, що велика частина феодалів, бейлербеїв і санджакбеїв перебувала в діючій армії на австрійському фронті. У жовтні 1599 Кара Язиджі зайняв Урфу. Тут він оголосив, що йому з'явився уві сні пророк і сповістив його про те, що йому належить «правосуддя і держава». Таким чином, в звичайній для того часу формі Кара Язиджі проявив прагнення стати главою держави. Кара Язиджі почав видавати укази, на яких була зображена тугра, що містила наступний текст: «Халім-шах переможний».
Повстання Кара Язиджі, яке прийняло грізний характер, його прагнення ліквідувати владу династії Османів в Анатолії та встановити власну, небезпека перетворення Кари Язиджі в центр, навколо якого можуть об'єднатися численні дрібні повстанські загони, змусили султана і бейлербеїв вжити термінових заходів. Для придушення повстання був направлений зі Стамбула з військам третій візир Мехмет-паша. Приєднавши війська бейлербеїв Дамаску, Алеппо і курдських вождів, Мехмет-паша осадив Урфу. Становище обложених на третій місяць облоги стало важким, особливо через нестачу боєприпасів. Але Мехмет-паша не міг домогтися успіху. Тоді він вирішив вступити в переговори з Кара Язиджі і запропонував йому управління Амасійським санджаком, якщо він видасть Хюсейна-пашу. Кара Язиджі цю пропозицію прийняв: воно давало йому можливість вибратися з оточення, позбутися від Хюсейна-паші, якого він побоювався як свого можливого суперника, а заодно придбати санджак. У квітні 1600 Кара Язиджі покинув Урфу і попрямував зі своїми людьми в Амасії. Цього й чекав Мехмет-паша, який, власне, обдурив Кара Язиджі і хотів виманити його з Урфи. Порушивши угоду, він напав на Кара Язиджі, але зазнав невдачі. Однак Мехмет-паша зробив другу спробу. В кінці квітня 1600 року в так званій «Долині пекла» в районі Дивриги, на південний схід від Сиваса, Кара Язиджі був розбитий і втік у гори. В результаті інтриг бейлербея Сиваса в Стамбулі, який зобразив Мехмета-пашу головним винуватцем смут, той був зміщений, а Кара Язиджі отримав Чорумський санджак. Але, прибувши в призначене місце, Кара Язиджі разом зі своїм братом Делі Хасаном знову виступив проти султана. Проти нього були кинуті війська, але в бою при Кайсері 23 вересня 1600 року вони зазнали великої поразки. До цього часу у Кара Язиджі знову набралося близько 20 тис. чоловік.
Нова велика перемога надзвичайно підняла авторитет Кара Язиджі, який знову став розглядати себе як султана. Він призначив при собі великого візира і шейх уль-іслама, видавав Фермана, обдаровував людей грамотами, звільняв від податків за хоробру поведінку в бою, збирав податки з населення; він зганяв з постів і знищував слуг султана і ставив на їх місце своїх людей тощо. Тому почастішав перехід на його бік феодалів, навіть окремих бейлербеїв, які прагнули таким шляхом зберегти свої пости і майно або отримати їх від Кара Язиджі.
Тим часом багдадський бейлербей Хасан-паша готував війська для війни з Кара Язиджі. 12 серпня 1601 року в завзятому бою біля селища Сепедлю в Ельбістанському ейялеті (Мараш) Кара Язиджі був розгромлений, хоча мав під своїм командуванням 30 тис. чоловік. Хасан-паша мав перевагу як в числі солдат, так і в озброєнні. Турецькі джерела визначають втрати військ Кара Язиджі в 20 тис. чоловік. Сам він був поранений в цьому бою.
Бейлербею Хасану-паші не вдалося схопити Кара Язиджі. З невеликим загоном він втік на північ і зник в горах Джаникє між Токаті і Трабзоном. Тут він помер в грудні 1601 р. Щоб султанські слуги не знайшли тіло Кара Язиджі і не знущалися над ним, воно було розрубано на шматки, які були поховані в різних місцях. За іншою версією, Кара Язиджі був убитий противниками з власного оточення, які були незадоволені тим, що він діє одноосібно.

## Другий етап повстання
Після смерті Кара Язиджі повстання очолив його брат Делі Хасан. Повстанці оговталися від поразки і поповнили свої ряди. До них приєдналися дрібні загони і одинаки і в результаті їх чисельність під керівництвом Делі Хасана досягла 20 тис. Цей факт і інші, аналогічні йому, показують, що повстали широкі маси селян, які безперервно поповнювали ряди повстанців.
Вийшовши в квітні 1602 р. зі свого укриття в горах в районі Токата, Делі Хасан вступив в бій з військами бейлербея Хасана-паші і завдав їм поразки. Хасан-паша змушений був поспішно сховатися за фортечними стінами Токату. За підтримки жителів міста повстанцям вдалося вистежити і підстрелити бейлербея Хасана-пашу, а потім зайняти і саме місто. В їх руки потрапила казна бейлербея.
 
Нова велика перемога сприяла множенню рядів повстанців і посилення їх бойового духу. Делі Хасан прийняв сміливе рішення: рушити в західні області Анатолії, ближче до столиці. У грудні 1602 року він обложив Кютахію; тут сховався посланий проти нього зі Стамбула візир Ахмед-паша зі своїм військом. Однак зима змусила Делі Хасана зняти облогу і відправитися на зимівлю в Афьон-Карахісар.
 
Султанський уряд готував нові війська для придушення повстання. Разом з тим воно врахувало і той факт, що майже у всіх боях між повстанцями і султанськими військами, останні, за окремими винятками, зазнавали поразки. Воно зрозуміло, що проблему треба вирішувати не військовими, а політичними засобами. І уряд став застосовувати засіб — підкуп керівників повстання. Вони сподівалося, що їм вдасться таким чином відірвати феодалів — керівників повстання — і обезголовити повстання. Розрахунок виявився вірним. На початку березня 1603 Делі Хасан, отримавши обіцянку надати йому Боснійське бейлербейство, зобов'язався припинити повстання, з 10 тис. своїх бійців переправитися в Румелію і взяти участь у війні проти Австрії.
 
Не всі помічники Делі Хасана пішли з ним. Один з них, Каракаш Ахмет (Чорнобровий Ахмет), очолив повсталих. Але і він, отримавши бейлербейство, змінив і перейшов на бік султана.
Зрада феодалів була, в кінцевому рахунку, неминучою, так як цілі боротьби у повсталих селян і феодалів були діаметрально протилежні. Селяни боролися за розкріпачення від феодального гніту, феодали, навпаки, за його збереження, за повернення відібраних у них земель, за велику частку в феодальної ренти, що стягується з селян класом феодалів в цілому. Рух селян було явищем прогресивним для всього турецького суспільства і держави, а повстання турецьких феодалів — реакційним.
 
Хоча великі загони повстанців, які очолювали Кара Язиджі і Делі Хасан, розсипалися, султанська влада не мала ніяких підстав вважати себе переможцем: селянське повстання в Анатолії не тільки не затихло, але, навпаки, посилилось і вступило в період ще більшого підйому.

## Повстання султана Календера-оглу
У 1603 р. почався другий і більш потужний період селянських рухів. У тому ж році, коли Делі Хасан і його спільники-феодали зрадили, почався рух, який в народі прозвали «буйюк качгунлук» (велика втеча). Воно було викликано масовим розоренням селянських господарств, про яких вже говорилося вище. В Анатолії діяли сотні загонів. У кожному загоні було від кількох десятків до кількох тисяч повстанців. Так, загін Кара Саїда, колишнього конюха, налічував 4 тис., Тавіля Ахмеда, колишнього стрільця, — 8 тис., у Гяура Мурада було 15 тис., у Календер-оглу — 3 тис., Делі Хюсрева — 3 тис.; понад 50 загонів налічувало від 50 до 1000 повстанців кожен. Десятки тисяч повстанців-селян приєднувались до військ беїв-бунтівників. Наприклад, у найбільшого з них, бейлербея Алеппо Джамбулата-оглу Алі-бея, було 18 тис. стрільців, 16 тис. кінноти і до 15 тис. чоловік в загонах софт (учнів медресе), у бейлербея Караману Зюльфікар-паші було 13 тис. і т. д.
Повстанські загони діяли по всій Малій Азії: Календер-оглу і Кара Саїд — в районі Айдин і Сарухан, Кинали (мабуть, прізвисько — «фарбований хною») — в районі Бурси, Джемшид — в районі Адани (він тримав у своїх руках найважливіші проходи в горах Тавра), Тавіль Ахмед Сачли (Волосатий) — в ейялет Караман і Анатолії і т. д. з наведених даних очевидно, що число повсталих складало принаймні 200 тис. чоловік.
 
Найпотужнішим і небезпечним для турецьких феодалів протягом всіх 15 років «джелялійскої смути» було повстання, очолене Календер-оглу. Воно викликало набагато більшу тривоги у влади, ніж навіть повстання Кара Язиджі і Делі Хасана.
 
Календер-оглу народився в селі Яссиваран в каза (повіті) Муртазабат Анкарського ейялету. Мабуть, він був простим селянином. Календер-оглу повстав ще в 1592 р. очоливши загін в 80 чоловік. У листі до одного з великих керівників повстанців, Мусліма Чауші, він пояснив причину свого повстання тим, що «утиски османів досягли межі, а насильства над світом стали їх звичаєм». Очевидно він мав на увазі османську династію. Подальші дії Календер-оглу показали, що він став найнебезпечнішим ворогом султана. Влітку 1607 влада вважала його одним з найбільших ватажків повстанців.
 
У той час султан і його візири були дуже стурбовані повстанням бейлербея Алеппо Джамбулат-оглу Алі-бея і приєдналася до нього еміра Лівану Фахреддіна. Проти них були вислані війська, якими командував Сердар (головнокомандуючий) Куйюджу Мурад-паша. По дорозі в Алеппо він повинен був ліквідувати загони «Джелял».
 
Поки Сердар Мурад-паша був зайнятий придушенням повстання Джамбулата і Фахреддіна, Календер-оглу нарощував свої сили і розширював територію повстання. До нього приєдналися зі своїми загонами кілька повстанських ватажків, а також залишки загонів, розбитих сердаром Мурад-пашею на шляху в Алеппо. В результаті число повстанців під керівництвом Календер-оглу досягло 30 тис. чоловік. З ними він рушив на Бурсу і захопив її. Тут він перезимував. Потім він рушив далі на захід до узбережжя Мармурового моря, зайняв Улубад, Кирмасти (нині Мустафа Кемаль-паша) і спустошив їх.
Проти Календер-оглу були послані війська, зібрані в Едірне, і навіть в Сілістрі і Добруджі. Повстанці Календер-оглу двічі розгромили війська султана: у Улубад-суну і на березі озера Маніас (тут був розбитий сілістрінскій бейлербей Далгич Ахмет-паша; сам бейлербей був поранений в цьому бою і помер). Після цього Календер-оглу пройшов по районам Айдин і Маніси, а звідти повернув на схід до Коньї, де сховався бейлербей Караману, спустошив її околиці і попрямував на південь до Караману.
 
До цього часу Календер-оглу фактично панував на великій території від Анкари до прибережних районів Егейського і Мармурового морів. Жоден селянський повстанський вождь не мав такої сили і впливу, як Календер-оглу. Тепер він поставив перед собою мету повністю ліквідувати панування османської династії в Малій Азії. Щоб досягти цієї мети, він вважав за необхідне попередньо знищити енергійного, незважаючи на свої 90 років сердара Куйюджу Мурад-пашу. У згадуваному вище листі до повстанського ватажка Муслім Чауші, який діяв в районі Сіліфке (південна Анатолія, недалеко від впадіння річки Гексу в Середземне море) і з яким Календер-оглу намагався встановити зв'язок, він повідомляв, що втратив будь-яку довіру до династії Османів і, поки живий, ніколи їй не підкориться. Свою мету він виклав в наступних словах: «Якщо допоможе Всевишній, то наша мета така: з наявною у нас незліченною і хороброю армією, усунувши цього старезного старця (мається на увазі Сердар Мурад-паша), змусити османів відмовитися від території по ту сторону від Скутарі. Якщо ж щастя виявиться на стороні старого, то ми задовольнимося тим, що про всіх наших справах на багатьох мовах будуть складатися дестани» (епічні сказання).
 
Однак досягти поставленої мети Календер-оглу не довелося. Він недооцінив сили і військове мистецтво Мурада-паші і став жертвою власної помилки.
Календеру-оглу стало відомо, що до Мурада-паші відправився головний казначей з грошима для його армії, і він вирішив захопити скарбницю. Але обізнаний про це Сердар поспішив назустріч і 23 червня 1608 р. прибув до Марашу. Календер-оглу і партизанські ватажки які діяли спільно, маючи під своїм командуванням 20 тис. (За іншими даними — 50 тис.) кінних і піших повстанців і 20 гармат, вирішили зустріти Мурада-пашу, розгромити і захопити його скарбницю. Для цієї мети вони поспішали захопити гірський прохід Гегсюн, на північний схід від Марашу, через який повинен був пройти Мурад-паша зі своїм військом. Однак останній, дізнавшись від розвідників про цей намір, випередив Календера-оглу і зайняв прохід. 5 серпня 1608 року в долині Аладжа (Аладжа-чайир дослівно — «луг Аладжа») між військами Мурад-паші і повстанцями відбувся кровопролитний бій. У війську Мурада-паші було 30 рот яничар, частини, набрані в Сирії і Єгипті, і загони санджакбея Малатьї. Воно значно перевершувало по чисельності загони Календер-оглу. Сам 90-річний Сердар керував боєм. Календер-оглу зазнав великої поразки, втративши дві третини своїх сил. З кількома тисячами повстанців він втік на схід. Переслідувачі наздогнали його у Байбурта. Змучені повстанці без зброї, боєприпасів і продовольства надали слабкий опір і понесли нові втрати. Залишки, чисельністю близько 2 тис. Чоловік, на чолі з Календер-оглу через Ерзурум і Ардаган пішли до Ірану. Шах Ірану прийняв їх дуже погано. Повстанці були перетворені в рабів шаха і розселені в різних місцях групами по 100—200 осіб. Так закінчилося найбільше селянське повстання, очолене селянином ж Календер-оглу.

## Придушення повстання
Хоча головні сили партизан були розбиті, проте карателю Мураду-паші довелося ще півтора року вести бої з повстанськими загонами в Малій Азії. Він діяв з нечуваною жорстокістю. Так, у вересні 1609 він наздогнав загін Меймуна, який знаходився в районі Киршехір і який після розгрому Календера-оглу також намагався втекти до Ірану, і розбив його в районі Шарко-Карахісар (на південь від Кайсері). З відрізаних голів і тіл убитих повстанців Мурад-паша, за своїм звичаєм, наказав викласти піраміди. Те ж саме він зробив в районі Байбурта, де тисячами стратив винних і невинних, включаючи жінок, дітей, людей похилого віку. Про жорстокість цього карателя красномовно свідчить такий факт. Одного разу один сипах привів хлопчика, взятого в таборі повсталих. Сердар запитав у дитини, яким чином він потрапив до повстанців. Хлопчик простодушно відповів, що він був з батьком, якого голод змусив приєднатися до повстанців. Сердар наказав негайно стратити дитини. Однак ні яничари, ні навіть його власні слуги не погодилися це зробити. Тоді він задушив його власними руками. Після цього Мурад-паша сказав оточуючим: « заколотники начебто Календер-оглу і Кара Саїда не народились, зі списом у руці верхи на коні, і вони були дітьми — такими ж, як цей хлопчик, вирощений в злочинах і розбої. Ця дитина всмоктав в себе їх ідеї, і ніколи вони не випаруються з її голови. Тільки так можна назавжди ліквідувати невиліковну хворобу».
 
Ці слова одного з вищих чиновників імперії свідчать про надзвичайну гостроту, якої досягли на початку XVII ст. протиріччя між селянами і феодалами. Разом з тим вони красномовно говорять про силу і розмах селянського руху і про найбільший страх, яким були охоплені феодали.
 
Для ліквідації повстанського руху Мурад-паша вдавався також до хитрощів і обману. Так, він обіцяв Мусліму Чауші санджак Ічель і тим підкупив його, але потім убив. Так він зробив і з деякими іншими ватажками повстанців.
 
У грудні 1609 р. Сердар Мурад-паша повернувся в Стамбул зі своєї трирічної каральної експедиції, під час якої він знищив, за одними даними, 65 тис., а за іншими — понад 100 тис. осіб; він урочисто вступив в столицю, демонструючи 400 прапорів, захоплених у повстанців.
І все ж султанському уряду довелося піти селянам на деякі поступки. Продовольче становище країни в 1603-1609 рр. набагато погіршилося, хоча воно і до цього було надзвичайно поганим. У 1608 року в країні панував голод. Скоротилися доходи тімаріотов, запозичень, інших феодалів і скарбниці. У містах через голод майно багатьох осіб за безцінь перейшло до лихварів. Заспокоєння країни, повернення селян на землю і відновлення сільського господарства було першою і головною умовою нормалізації становища. У жовтні 1609 султан видав так званий «Указ справедливості» («Адалет Фермана», або «Адалетнаме»), в якому зверталася увага місцевої влади на надзвичайно скрутне становище селян, на розорення їх творцями чифтліків — представниками сипахів, духовенства, яничарами і іншими можновладцями і лихварями. У власних інтересах султанська влада змушена була вимагати пом'якшення феодального гніту.
 
З 1610 р. селянський рух затихає, селяни повертаються на свої місця, до землі, так як іншого виходу у переважної більшості з них не було. Але багато селян втратили свої орні поля, сади, виноградники, худобу, знаряддя праці, так як змушені були віддати їх за безцінь в обмін на хліб. Після повернення в свої села, селяни стали вимагати назад своє майно за ту ж низьку плату, яку вони в свій час отримали. Однак ті, які придбали їх майно, відмовилися піти назустріч селянам. У виниклому конфлікті уряд став на бік селян і наказав повернути їм їхнє майно за ту ж плату, за яку воно було придбано. Уже в 1611 р. настало покращення в країні. Ціни на пшеницю досягли рівня 1595 р. Для відновлення скотарства потрібно більше часу, ніж для землеробства. Тому в Анатолії ще протягом декількох років продовжували триматися високі ціни на худобу та продукти скотарства. В цілому країна ще протягом довгих років відчувала тяжкі наслідки гострого соціального конфлікту 1595-1609 рр. Але, як показали подальші події, панівний феодальний клас не зробив з нього жодних уроків.